# Veronika Beci
Veronika Beci, Geburtsname Frohnhoff (* 1966 in Düsseldorf) ist eine deutsche Musikwissenschaftlerin und Sachbuchautorin.

## Leben
Veronika Frohnhoff legte 1983 das Abitur an der  Liebfrauenschule in Ratingen ab. Danach studierte sie Musikwissenschaften, Germanistik sowie Archäologie an der Westfälischen Wilhelms-Universität in Münster und in Wien. Ihre Studien schloss sie im Jahr 1995 mit der Doktorarbeit … weil alles von der Sehnsucht kommt. Tendenzen einer Eichendorff-Rezeption durch das Lied, 1850–1910 über die Vertonungen der Dichtungen Joseph von Eichendorffs durch Hans Pfitzner ab.
Sie forschte über die Musikgeschichte des 19. und 20. Jahrhunderts sowie das Thema Frau und Musik und veröffentlichte Monografien und Biografien über Joseph von Eichendorff, Clara und Robert Schumann, Richard Strauss, Giuseppe Verdi, Émile Zola, Franz Schubert,  Eduard Mörike und die Familie Mozart.

## Schriften (Auswahl)
- … weil alles von der Sehnsucht kommt. Tendenzen einer Eichendorff-Rezeption durch das Lied, 1850–1910. Dissertation Universität Münster 1995, Verlag Musikalienhandlung Wagner, Eisenach 1997, ISBN 3-88979-075-5.
- Die andere Clara Schumann. Droste, Düsseldorf 1997, ISBN 3-7700-1080-9.
- Der ewig Moderne. Richard Strauss 1864–1949. Droste, Düsseldorf 1998, ISBN 3-7700-1099-X.
- Musikalische Salons. Blütezeit einer Frauenkultur. Artemis & Winkler, Düsseldorf 2000, ISBN 3-538-07102-0.
- Verdi. Ein Komponistenleben. Artemis & Winkler, Düsseldorf 2000, ISBN 3-538-07111-X.
- Musiker und Mächtige. Artemis & Winkler, Düsseldorf 2001, ISBN 3-538-07126-8.
- Émile Zola. Eine Biografie. Artemis & Winkler, Düsseldorf/Zürich 2002, ISBN 3-538-07137-3.
- als Herausgeberin: In einem Flammenmeer von Liebesgluten. Liebesbriefe aus Welt der Musik. Benziger, Düsseldorf 2002, ISBN 3-545-20238-0.
- Franz Schubert. Fremd bin ich eingezogen. Artemis & Winkler, Düsseldorf 2003, ISBN 3-538-07151-9.
- Eduard Mörike. Die gestörte Idylle. Biografie. Artemis & Winkler, Düsseldorf 2004, ISBN 3-538-07176-4.
- Die Familie Mozart. Artemis & Winkler, Düsseldorf 2005, ISBN 3-538-07211-6.
- Robert und Clara Schumann. Musik und Leidenschaft. Artemis & Winkler, Düsseldorf 2006, ISBN 3-538-07223-X.
- Joseph von Eichendorff. Biografie. Artemis & Winkler, Düsseldorf 2007, ISBN 3-538-07238-8.
- Die Sänger mächtiger Poesie. Eine Skizze zu Fanny Hensels Eichendorff-Vertonung „Morgenständchen“. In: Ute Jung-Kaiser (Hrsg.): Joseph von Eichendorff. Tänzer, Sänger, Spielmann. Georg Olms Verlag, Hildesheim 2007, ISBN 3-487-13396-2, S. 150–172.
- Lyrik: Aufforderung – So folge meiner Muse, Eine Bahnfahrt. In: Kaskaden – Die Lyrikzeitschrift Nr. 2, Gernsbach 2010, S. 40–41.
- mit Jutta Lüdenbach, Petra Schumann: Ein Hund in unserer Kita. Durch tiergestützte Pädagogik in Kindergruppen das Verantwortungs- und Selbstwertgefühl stärken. Ökotopia Verlag GmbH & Co. KG, Aachen 2018, ISBN 978-3-86702-414-3.
- mit Petra Schumann: Sprache ist überall. Das Praxisbuch zur alltagsintegrierten Sprachbildung. Ökotopia Verlag GmbH & Co. KG, Aachen 2019, ISBN 978-3-86702-601-7.
- Möwe und Pflaumenbaum. Ein Fetzenroman. epubli GmbH, Münster 2020, ISBN 978-3-7529-3727-5.
- als Herausgeberin: Lautstark. Ein Buch der Kita Lichtblick über Laute. epubli GmbH, Münster 2020, ISBN 978-3-7529-8405-7.
- Nur von draußen. 16 erzählte Porträts aus der Corona-Zeit. epubli GmbH, Münster 2021, ISBN 978-3-7531-7902-5.